# Jeff Demps
Jeffery Demps, detto Jeff (Winter Garden, 8 gennaio 1990), è un velocista e giocatore di football americano statunitense che gioca nel ruolo di running back nella National Football League (NFL) e dal 2014 è free agent.
Dopo aver fatto parte delle squadre di atletica e di football all'Università della Florida, nel gennaio 2012, Demps decise di inseguire una carriera nell'atletica piuttosto che nel football professionistico. Ai Giochi olimpici di Londra 2012, Demps vinse la medaglia d'argento nella staffetta 4×100 metri, avendo corso nelle batterie; tuttavia nel 2015 la medaglia venne revocata a tutti i componenti della staffetta, a causa della positività ad un test anti-doping nel 2013 di Tyson Gay, uno dei frazionisti della staffetta di Londra 2012. Alla fine delle Olimpiadi, il 17 agosto 2012, Demps firmò un contratto con i New England Patriots.

## Carriera nell'atletica leggera
Il 25 luglio 2012, Demps fu aggiunto alla squadra statunitense della 4×100 m dei Giochi olimpici di Londra 2012, come sostituto di Mike Rodgers, il quale aveva subito una frattura da stress al piede sinistro. Demps gareggiò nella seconda serie delle batterie come primo frazionista, contribuendo a stabilire, con un tempo di 37"38, il nuovo record statunitense di specialità che resisteva da vent'anni e facendo segnare il miglior tempo delle batterie.
La staffetta statunitense alla fine vinse la medaglia d'argento con il tempo di 37"04 (nuovo record statunitense) con Tyson Gay e Ryan Bailey al posto di Demps e di Darvis Patton, ma in quanto parte della squadra, Jeff ricevette comunque la medaglia. Nel 2015, su richiesta del CIO la staffetta statunitense venne squalificata e la medaglia d'argento olimpica vinta venne revocata a tutti i componenti della staffetta, a causa della positività ad un test anti-doping nel 2013 di Tyson Gay, uno dei frazionisti della staffetta di Londra 2012.

## Palmarès
| Anno | Manifestazione   | Sede    | Evento  | Risultato | Prestazione | Note        |
| ---- | ---------------- | ------- | ------- | --------- | ----------- | ----------- |
| 2012 | Giochi olimpici  | Londra  | 4×100 m | dq        | 37"04       | [ 8 ] [ 9 ] |
| 2018 | Campionati NACAC | Toronto | 4×100 m | Finale    | dnf         |             |

## Carriera nel football

### New England Patriots
Il 17 agosto 2012, Demps firmò un contratto triennale con i New England Patriots comprensivo di 200.000 dollari garantiti. Il 31 agosto 2012 fu inserito in lista infortunati e l'allenatore Bill Belichick affermò che vi sarebbe rimasto per il resto della stagione.

### Tampa Bay Buccaneers
Il 27 aprile 2013, i Patriots scambiarono Demps coi Tampa Bay Buccaneers assieme a una scelta del settimo giro del Draft NFL 2013 per il running back LeGarrette Blount. Coi Bucs disputò due partite correndo una volta per 14 yard e ricevendo 3 passaggi per 21 yard. Il 30 agosto 2014 fu svincolato.

## Statistiche
| Partite totali      | 2  |
| Partite da titolare | 0  |
| Yard corse          | 14 |
| Touchdown           | 0  |

Statistiche aggiornate alla stagione 2014